# متلازمة الظفر الأصفر
متلازمة الظفر الأصفر (بالإنجليزية: yellow nail syndrome)‏ هي متلازمة طبية نادرة جداً تشمل: انصباب جنبي، وَذمة ليمفية (نتيجة نقص في تكون الاوعية الليمفاوية)، وأظافر صفراء مُشوهة.
حوالي أربعون بالمائة من الحالات لديها توسع بالقصبات الهوائية ومن الممكن أيضا وجود التهاب مزمن بالجيوب الأنفية وكحة مستمرة.
وتصيب غالبا البالغين.:665
بينت بعض الدراسات أن فيتامين هـ له دور فعال في التحكم بتغيرات الأظافر.

## العلامات والأعراض
تكون الأظافر سميكة بشكل ملحوظ وتأخذ لون أصفر أو أصفر مخضر.:792 وتكبر الأظافر ببُطئ، بمعدل 0.25 مم في الأسبوع أو أقل. يزيد انحناء الظُفر وينحسر هليل الظفر، وقد يحدث انفكاك الظفر. من الممكن أن تتغير تغيرات الظفر مع الوقت.
حوالي أربع أخماس المصابين بمتلازمة الظفر الأصفر يصابوا بوذمة لمفية، وتكون متماثلة وتصيب كلتا الرجلين. وفي حوالي ثلث الحالات تكون هي أول عرض للمتلازمة. ليس من المعتاد أن يُصاب الذراعين والوجه بالوذمة، وكذلك ليس من المعتاد حدوث وذمة لمفية في البطن مع حدوث استسقاء بطني أو حدوث انصباب تاموري.
من الممكن حدوث مشاكل رئوية مختلفة في الأشخاص المصابين بالمتلازمة مثل الكحة وضيق التنفس. 40% من المرضى يصابوا بانصباب جنبي (تجمع السوائل في التجويف الجنبي). حوالى نصف مرضى متلازمة الظفر الأصفر إما أن يصابوا بالتهاب رئوي متكرر أو توسع القصبات المزمن والذي يتسبب في إنتاج مزمن للقشع مع حدوث نوبات تسوء فيها الحالة.
وحوالي 40% من مرضى متلازمة الظفر الأصفر لديهم التهاب مزمن في الجيوب الأنفية.

## الوراثة
على الرغم من أن المتلازمة وُصفت في العائلات. الإ انها من الممكن ألا يكون لها أي ارتباط جيني.

## العلاج
العلاج الطبيعي لأي مشكلة تنفسية وأي تورم. ومكملات غذائية تحتوي على فيتامين هـ حيث أوضحت الدراسات تأثيره على مقاومة تغييرات الأظافر.

## الانتشار
تُعرف المتلازمة بشدة ندرتها حيث تم وصف 150 حالة تقريباً في تاريخ الطب.

## التاريخ
وُصفت الحالة لأول مرة بواسطة طبيبين لنديين هما بيتر سامان وويليام وايت في عام 1962. تم تسجيل حالات سابقة في عامي 1927 و1962.